# Мэки, Дуглас
Дуглас Мэки (англ. Douglass Mackey; род. 1988, Уотербери (Вермонт)) — американский блогер. Был арестован 27 января 2021 года в Уэст-Палм-Бич. Ему были предъявлены обвинения во вмешательстве в президентские выборы 2016 года путём рассылки сообщений, содержавших заведомо ложное утверждение о возможности проголосовать при помощи SMS. Дело Дугласа Мэки стало первым в США случаем уголовного преследования за нарушение избирательных прав граждан путём распространения дезинформации через Твиттер.
31 декабря 2023 года суд присяжных признал Дугласа Мэки виновным в заговоре с целью воспрепятствования реализации гражданами активного избирательного права, 18 октября ему было назначено наказание в виде 7 месяцев лишения свободы.

## Биография
Мэки родом из небольшого города Уотербери с населением около 5000 человек. Учился на экономиста в Миддлберийском колледже, закончив его в 2011 году. После колледжа Мэки переехал в Бруклин, где получил работу экономиста в компании John Dunham & Associates. В июле 2016 года он был уволен.

## Активность в Twitter
Во время президентских выборов 2016 года заметную популярность в «Твиттере» набрал аккаунт под псевдонимом «Рики Вон» (англ. Ricky Vaughn). Учётные записи, связанные с этим псевдонимом, неоднократно блокировались. В период с 2014 по 2018 годы «Рики Вон» использовал как минимум четыре учётные записи. Он быстро набрал десятки тысяч последователей, чередуя в своих сообщениях смесь ультраправой пропаганды со взвешенными сообщениями, нацеленными на умеренных консерваторов.
К началу предвыборной кампании аккаунт «Рики Вон» достиг значительной популярности. Медиа-лаборатория МТИ включила его в список из 150 медиа, оказывающих наибольшее влияние на выборы. В списке он опередил канал NBC News, новостной агрегатор Drudge Report и Стивена Кольбера.
При распространении материалов, оцениваемых как расистские, антисемитские и конспирологические, Мэки сотрудничал с такими ультраправыми активистами, как Майло Яннопулос, Майк Чернович и Джек Пособик.
Личность «Рики Вона» была раскрыта в 2018 году. Первым назвал имя Дугласа Мэки консервативный политик Пол Нелен, общавшийся с ним в Gab, соцсети, известной прежде всего в качестве площадки для право-радикальных сообществ. В дальнейшем журналистам The Huffington Post удалось подтвердить эту информацию. Мэки отказался от каких-либо комментариев и удалил все предположительно связанные с ним учётные записи в соцсетях.

## Арест

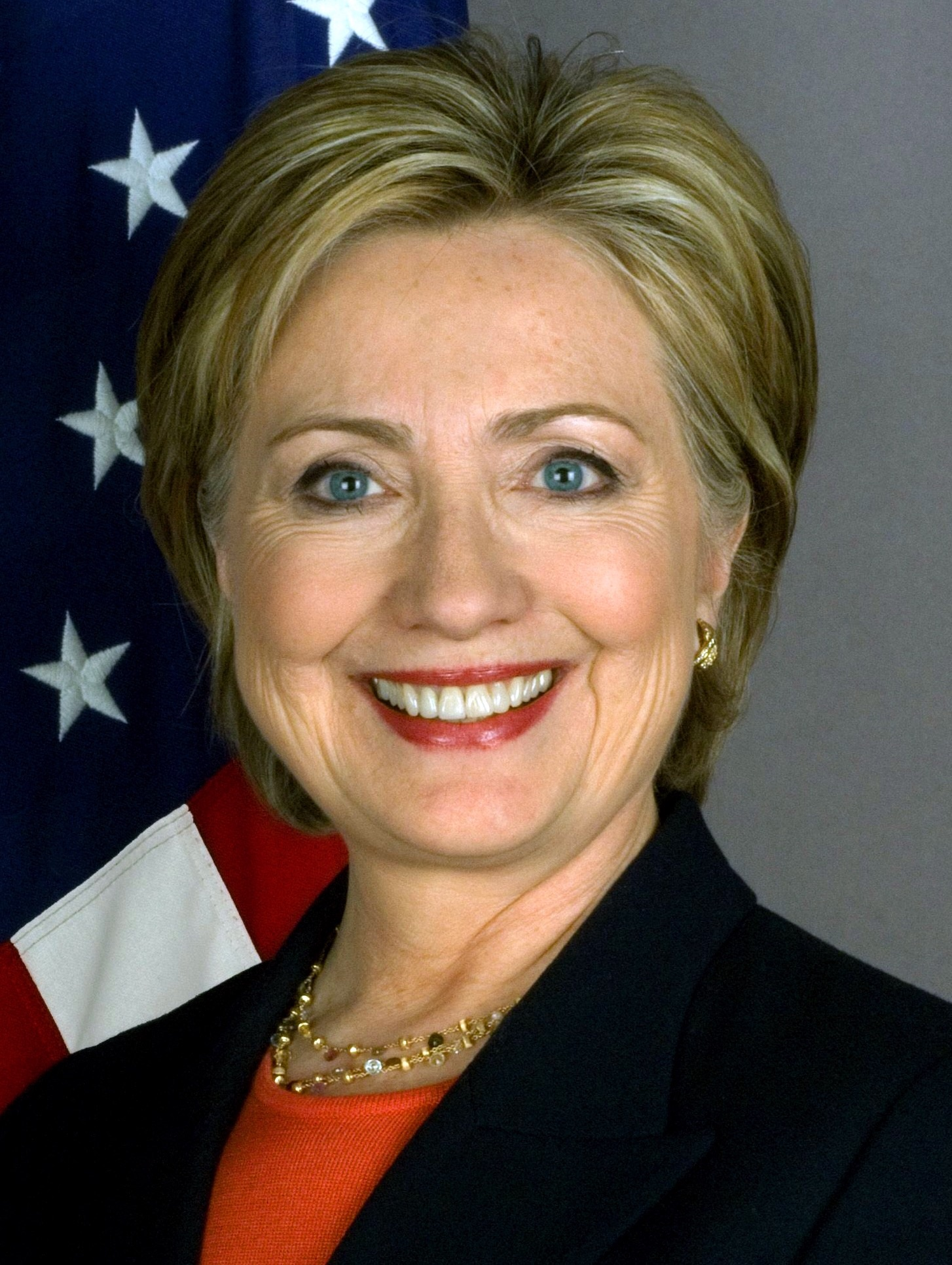
Хиллари Клинтон, кандидат от Демократической партии на выборах президента 2016 года.

Дуглас Мэки был арестован 27 января 2021 года в Уэст-Палм-Бич. Ему были предъявлены обвинения во вмешательстве в президентские выборы 2016 года путём рассылки сообщений, содержавших заведомо ложное утверждение о возможности проголосовать при помощи СМС. Источник сообщил The Washington Post, что обвинение Мэки было предъявлено только сейчас из-за затянувшегося расследования, которое сдвинулось с мёртвой точки только после раскрытия личности «Рики Вона» в 2018 году. После допроса Мэки был выпущен на свободу под залог в 50 тысяч долларов. В том случае, если дело дойдёт до суда и закончится обвинительным приговором, Дуглас Мэки может быть лишён свободы на срок до 10 лет.

## Обвинение
Дугласа Мэки обвиняют в том, что он, действуя совместно с несколькими сообщниками, разработал и распространил несколько сообщений, призывающих проголосовать за определённого кандидата во время президентских выборов 2016 года при помощи хэштегов в социальных сетях Twitter и Facebook или путём отправки SMS. Обвинение утверждает, что в результате действий Дугласа Мэки и его сообщников на указанный в распространяемых сообщениях телефонный номер пришло по меньшей мере 4900 SMS.
В материалах обвинения не названы имена сообщников, а только их Twitter ID. По данным The New York Times одним из них может быть Тим Джионет, ультраправый активист, известный под псевдонимом Baked Alaska (Запечённая Аляска), арестованный 16 января 2021 по обвинению в участии в захвате Капитолия.

## Суд
Судебный процесс начался в марте 2023 года. Защита утверждала, что Дуглас Мэки занимался шитпостингом, а также созданием и распространением политических карикатур. Среди представленных обвинением доказательств — несколько изображений, распространенных Мэки, с призывом голосовать через SMS на английском и испанском языках. На изображениях был размещён логотип, похожий на логотип из агитационных материалов Хиллари Клинтон. 31 марта 2023 присяжные признали Дугласа Мэки виновным в заговоре с целью воспрепятствования реализации гражданами активного избирательного права.
18 октября 2023 года судья Энн Доннелли назначила Дугласу Мэки наказание в виде 7 месяцев лишения свободы.

## Реакция
Политический обозреватель Такер Карлсон в собственной передаче на канале Fox News сообщил об аресте Дугласа Мэки, назвав его «консервативным журналистом». Такер не привёл полной формулировки обвинения, упомянув лишь, что Мэки обвиняют «в создании мемов», а обвинение по статье 241 раздела 18 Кодекса США звучит абсурдно и не имеет доказательной базы.
В «Российской Газете», сославшись на сообщение Карлсона, рассматривают арест Дугласа Мэки как фактическую отмену свободы слова и начало политических репрессий, и считают, что «журналиста Мэки» преследуют за вмешательство в президентские выборы 2020 года.
Джеральд Гринберг, бывший помощник федерального прокурора в интервью Sun-Sentinel пояснил, что Первая поправка не защищает распространение сведений, нарушающих избирательные права граждан:

Вы имеете право соврать, чтобы убедить кого-либо не голосовать за Хиллари Клинтон. Но вы не имеете права соврать, чтобы лишить кого-либо возможности проголосовать за Хиллари Клинтон.
Оригинальный текст (англ.)You’re allowed to lie to convince someone not to vote for Hillary Clinton. But you’re not allowed to lie to block someone from voting for Hillary Clinton.

Исполняющий обязанности федерального прокурора Сет Дюшарм заявил следующее:

В публичном дискурсе нет места лжи и дезинформации, направленной на обман избирателей с целью лишить их права голоса. Арестом Мэки мы хотим подчеркнуть, что те, кто хотел бы таким образом подорвать демократический процесс не могут рассчитывать на завесу анонимности, чтобы избежать ответственности за свои преступления. Их преступления будут расследованы, эти лица будут арестованы и привлечены к ответственности по всей строгости закона.
Оригинальный текст (англ.)There is no place in public discourse for lies and misinformation to defraud citizens of their right to vote. With Mackey’s arrest, we serve notice that those who would subvert the democratic process in this manner cannot rely on the cloak of Internet anonymity to evade responsibility for their crimes. They will be investigated, caught and prosecuted to the full extent of the law.